# Vladimír Kulich
Vladimír Kulich (* 14. července 1956 Praha) je kanadský herec československého původu. Je znám především díky roli krále Buliwyfa ve filmu Vikingové / The 13th Warrior z roku 1999. Zahrál si i v úspěšném seriálu Vikingové. Namlouval také postavu Ulfrica Stormcloaka ve hře The Elder Scrolls V: Skyrim.

## Mládí
Narodil se v Praze, v rodině s hereckými kořeny. Přibližně od pěti let měl příležitost účastnit se nejprve jako pozorovatel a posléze i jako drobný herec divadelního života. Jeho herecké sny však na delší dobu přerušil rozvod jeho rodičů. Jeho matka následně emigrovala do kanadského Montrealu a on sám se odstěhoval společně s ní.
Poté, co jeho matka ukončila vztah s jistým dobře zajištěným Kanaďanem, se v Kanadě se svým synem dostala do dlouhodobé finanční tísně. Mladý Vladimír si však poměrně brzy začal frustraci ze života na ekonomickém okraji společnosti vybíjet sportem, konkrétně ledním hokejem. Začal se rychle projevovat jako zručný hokejista, takže se mu dařilo v kanadských juniorských a dorosteneckých ligách. Přes značné zaujetí ke hře a zájem NHL ho však život profesionálního sportovce nenaplňoval, takže ve věku 21 let z prostředí profesionálního hokeje odešel.
V následujících dvaceti letech vystřídal celou řadu povolání. Pokoušel se podnikat, živil se jako průvodce v divoké přírodě, pečovatel postižených dětí i jinak. Vedle toho se také snažil dále sebevzdělávat.

## Filmová kariéra
Čas od času se mu podařilo získat některou z drobných rolí ve filmu nebo v televizi. Častým důvodem jeho angažmá byla jeho vysoká postava (196 cm). Od roku 1990 se pokoušel prosadit v Hollywoodu. Až na výjimky však získával pouze drobné epizodní role a opět dlouhodobě bojoval s finanční tísní. Asi největším úspěchem pro něj byla úloha v jedné z epizod legendárního televizního seriálu Akta X.
Zlom přišel na konci devadesátých let, kdy jej nečekaně kontaktoval jeho bývalý filmový agent s nabídkou na konkurz pro připravovaný film režiséra Johna McTiernana (Predátor, Smrtonosná past, Hon na ponorku aj.), natáčený na námět Michaela Crichtona Pojídači mrtvých. Kulich ve filmu Vikingové (v angl. originále The 13th Warrior) nakonec získal roli mytického hrdiny Buliwyfa, jež byla inspirována starověkým eposem o Béowulfovi. Velkofilm, který natočil uznávaný režisér podle námětu uznávaného spisovatele, pochopitelně vzbuzoval velká očekávání. Výsledek byl však poznamenán nesourodým přístupem obou mužů, takže ani pro něj se film nakonec nestal očekávaným zlomem kariéry. Přesto si film našel řadu svých příznivců a samotnému Kulichovi se začalo dostávat větší pozornosti.
K jeho smůle hrál ve filmu Vikingové jednu z důležitých rolí také Antonio Banderas, jehož herecká kariéra šla v dalších letech strmě vzhůru. Stáhl se do pozadí a dokonce se na čas vrátil do České republiky. Tím v sobě také nastartoval zvýšený zájem o vlastní minulost. V Česku se seznámil s nevlastními bratry a snažil se věnovat filmové produkci. I nadále se příležitostně věnuje herectví.
V roce 2011 se představil v historickém filmu Ironclad v roli Tiberia, velitele dánské žoldnéřské armády, která pomáhá anglickému králi Janu Bezzemkovi potlačit vzpouru baronů.

## Soukromý život
Ve volném čase doposud věnuje lednímu hokeji. Za prvé z nostalgie, za druhé hokej provozuje jako formu fyzické terapie. Je velkým fanouškem silných motocyklů a bojových psích plemen. Zároveň se snaží žít klidným životem a velkou zálibu našel v ručním zpracování dřeva a opravě svého vlastního dřevěného domu.[zdroj?]
Angažuje se v aktivitách podporujících děti a mladistvé trpící cystickou fibrózou.